# Jean d'Avaugour
Jean d'Avaugour (né en 1291 - mort le 8 mai 1340) est un ecclésiastique breton qui fut évêque de Saint-Brieuc en 1320 puis évêque de Dol en 1328.

## Biographie
Jean d'Avaugour, 2e fils d'Henri II d'Avaugour, appartient à l'illustre famille d'Avaugour issue des comtes de Penthièvre et par eux des anciens ducs de Bretagne. Il est également un lointain parent de la reine de France Jeanne de Bourgogne, l'épouse de Philippe V de France, et surtout l'oncle de l'héritière de sa lignée Jeanne d'Avaugour qui avait épousé Guy de Penthièvre le frère du duc Jean III de Bretagne.
Diacre et chantre de Tréguier, il est nommé évêque par le Pape le 5 février 1320 après la mort d'Alain de Lamballe avec une dispense d'âge car il n'a que 29 ans. Il participe aux États de Bretagne en 1315 et il est transféré à l'évêché de Dol le 27 avril 1328 où il meurt le 8 mai 1340.

## Sources
- (la) Jean-Barthélemy Hauréau, Gallia Christiana, vol. XIV Provincia Turonensi, Paris, Firmin-Didot, 1856, p. 1094 Ecclesia Briocensis, Episcopi Briocenses XXII Joannes II
- (la) Jean-Barthélemy Hauréau, Gallia Christiana, vol. XIV Provincia Turonensi, Paris, Firmin-Didot, 1856, p. 1057 Ecclesia Dolensis, Episcopi Dolenses XLI Joannes VIII